# Nhả mận
Nhả mận hay song bế martin (danh pháp khoa học: Paraboea martinii) là loài thực vật có hoa trong họ Tai voi. Loài này được (H. Lév. & Vaniot) B.L. Burtt mô tả khoa học đầu tiên năm 1980.